# Kakilisaat
Kakilisaat [kakiliˈsaːt] (nach alter Rechtschreibung Kakilisait) ist eine wüst gefallene grönländische Siedlung im Distrikt Uummannaq in der Avannaata Kommunia.

## Lage
Kakilisaat liegt an der südlichen Ostküste der Halbinsel Sigguup Nunaa (Svartenhuk Halvø) 24 km westlich von Nuugaatsiaq und 29 km nordnordwestlich von Illorsuit.

## Geschichte
Kakilisaat wurde 1794 als Udsted gegründet. Hintergrund war die große Entfernung der umliegenden Wohnplätze zur Kolonie in Uummannaq sowie der Bevölkerungszuwachs durch Zuzügler aus der 1791 aufgegebenen Kolonie in Upernavik. Es wurde ein großes Wohnhaus errichtet, in dem sowohl der dänische Handelsassistent, zwei weitere Handelsangestellte und einige Grönländer lebten. Es wurde ein Boot angeschafft, aber weil die Jagderträge so groß waren, mussten sie dennoch vom Schiff der Kolonie abgeholt werden. Im Herbst waren die Erträge jedoch deutlich schlechter und es kam zu einer Hungersnot, weswegen Kakilisaat 1797 aufgegeben und nach Naqerloq versetzt.